# 台灣斷層
| \| 本條目屬於 臺灣系列 \| |
| 前往臺灣主題頁 |
| 臺灣概況 - 經濟 • 政治 • 法律 • 人權 • 能源 • 交通 行政區劃 • 城市 • 政府 • 政黨 • 選舉 • 總統 • 外交 軍事 • 族群 • 人口 • 公民 • 原住民族 • LGBT權益 臺海現狀 • 臺灣問題 |
| 臺灣文化 （總覽） - 文學 • 料理 • 茶藝 • 小吃 • 夜市 • 郵票 建築 • 語言 • 宗教 • 葬禮 • 古蹟 • 遺址 • 國寶 民俗文物 • 節日 • 教育 • 體育 • 媒體 • 眷村 文化活動 • 觀光 • 購物中心 • 百貨公司 世界遺產潛力點 • 歷史建築百景 • 流行文化                                                    |
| 臺灣藝術 （總覽） - 音樂 • 漫畫 • 動畫 • 電影 • 攝影 • 舞蹈 戲劇 • 臺劇 |
| 臺灣地理 （總覽） - 天文 • 氣候 • 地質 • 地震 • 斷層 • 火山 • 生態 濕地 • 山峰 • 山脈 • 湖泊 • 水庫 • 河流 • 溫泉 島嶼 • 海岸 • 特殊生物 • 保育生物 • 生態環境 自然保護區 • 國家公園 • 森林遊樂區 縣市級風景特定區 • 直轄市級風景特定區 國家級風景特定區                                 |
| 臺灣歷史 （詳細） - 史前時期(-1624)↓理蕃政策(1933) 原住民聯盟與政權↓奧蘭治城包圍戰(1662)↓澎湖海戰(1683)↓馬關條約(1895)↓日本投降(1945) 荷屬福爾摩沙/西屬艾爾摩莎 鄭氏政權清治時期 日治時期 戰後時期 │1624│1649│1674│1699│1724│1749│1774│1799│1824│1849│1874│1899│1924│1949│1974│1999│2024 |
| 閱 • 論 • 编 |
| 本條目屬於 臺灣系列 |

台灣活動斷層主要分布在台灣西部麓山帶與平原交界處及台灣東部花東縱谷區域，根據經濟部中央地質調查所發表之2021年版「二萬五千分之一活動斷層圖」，台灣共有36條活動斷層。
中央地質調查所曾在1998年出版了比例尺五十萬分之一的臺灣活動斷層分布圖，其中包含活動斷層與存疑性活動斷層共51條。2000年經過修正的第二版，包含活動斷層與存疑性活動斷層共42條。2012年，依據多年的地質調查結果，包括已完成的比例尺二萬五千分之一斷層條帶地質圖、地球物理探勘、地下地質調查與槽溝開挖調查等資料，重新繪製活動斷層分布圖。2012年版活動斷層分布圖中包括地表斷層長度超過5公里的斷層共33條，此次也將以往所區分的存疑性活動斷層予以移除。2021年，新增初鄉斷層、口宵里斷層及車瓜林斷層等3條斷層，分別位於南投縣、臺南市及高雄市，總計36條活動斷層。
臺灣活動斷層分布圖中僅考慮長度大於5公里的斷層，主要原因是比例尺五十萬分之一的分布圖中，可製圖單位的長度大約為5公里。在第一版與第二版的活動斷層分布圖中，由於缺乏地質調查資料採用了很多地形特徵來作為研判斷層是否存在的依據，最常見的是線形，它是指在航空照片或遙測衛星影像上所見到的線狀特徵；很多的地形特徵也被當作斷層，例如將地形崖或線狀崖直接稱為斷層崖，但都沒有地面檢驗資料證明它是否為斷層。經濟部中央地質調查進行許多的地面調查、地質鑽井與挖溝調查工作，對於缺乏地質證據的斷層也在2012年版分布圖中予以移除。

## 斷層一覽
活動斷層的定義主要依據是斷層上一次的活動時間，也就是更新世晚期以來曾經活動過的時間基準。判斷地質活動年代，是利用斷層兩側地層之接觸關係推論斷層活動的年代範圍，或經由斷層所切穿的地層來研判斷層活動的年代。在地質上，全新世是指現在的地質時代，也就是現在的這個間冰期的開始時代，時間約從距今11,500年以前至現在，由於定年技術的進步與定年材料的獲得相對容易，第一類活動斷層的判定沒有太大爭議。至於更新世晚期，是指最後一次冰期的時間，時間約距今12,6000年前至11,500年以前，中央地質所採用的基準是距今100,000年前至10,000年前的期間。由於要瞭解斷層最近一次的活動時間，取決於地質材料的定年資料，以臺灣地區快速的沉積速率與侵蝕速率，某些沉積物很難得到定年材料，因為大多超過碳十四定年的範圍。由於岩層在沉積後才有斷層的發生活動，有些更早沉積的岩層是後來才有斷層作用，因此錯移更新世中期岩層（距今781,000年以來所沉積的岩層）的斷層，也有可能斷層作用發生的時間是在更新世晚期。
共分為三類斷層：第一類斷層、第二類斷層與存疑性活動斷層。
- 第一類活動斷層的標準：

1. 全新世以來曾經發生錯移之斷層。
2. 錯移或潛移現代結構物之斷層。
3. 地震相伴發生之斷層
4. 錯移現代沖積層之斷層
5. 地形監測證實具潛移活動性之斷層

- 第二類活動斷層的標準：

1. 更新世晚期以來曾經發生錯移之斷層。
2. 錯移階地堆積物或台地堆積層之斷層

- 存疑性活動斷層

1. 將第四紀岩層錯移之斷層
2. 將紅土緩起伏面錯移之斷層
3. 地形呈現活動斷層特徵，但缺乏地質資料佐證者

### 2021年版

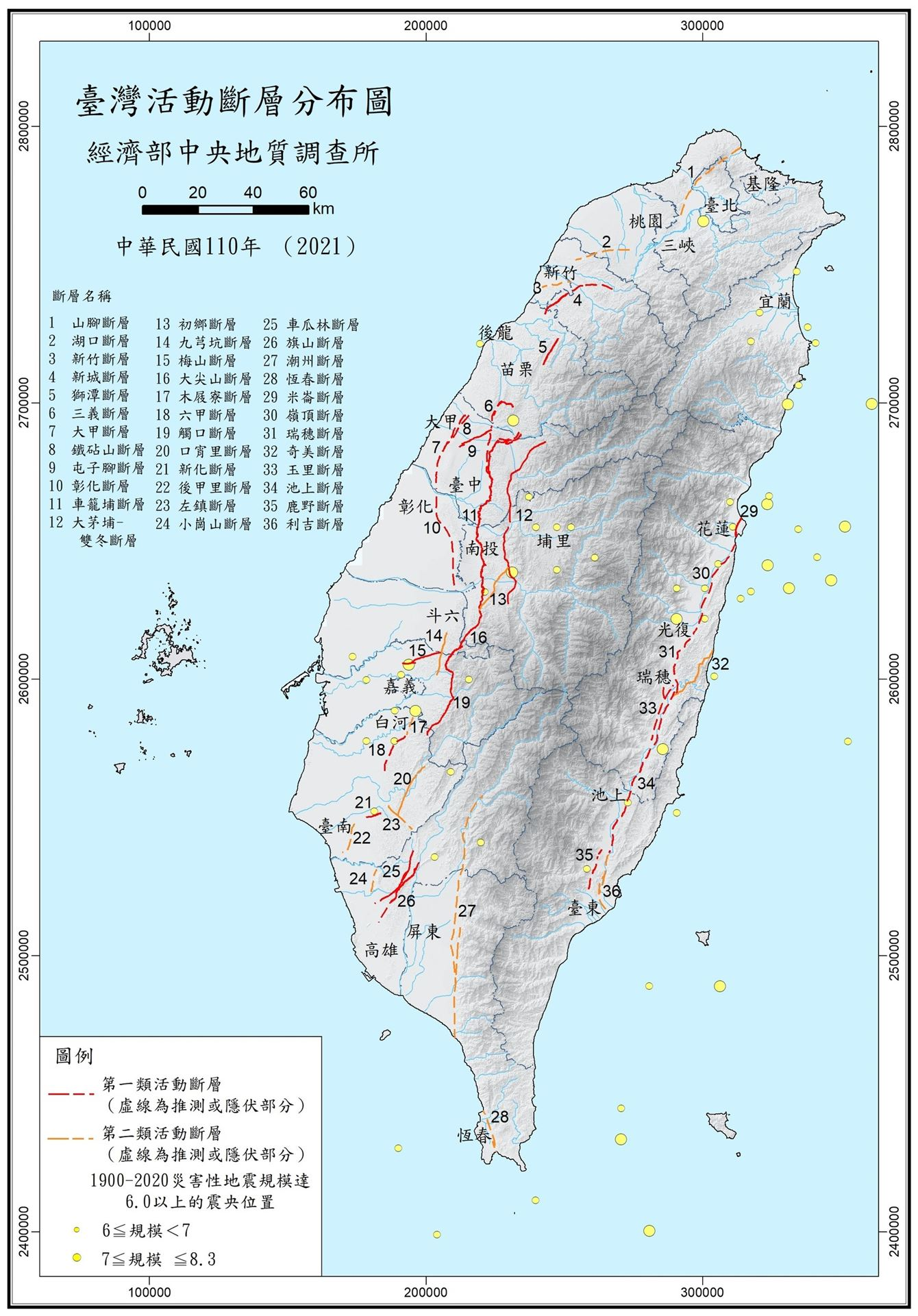
台灣斷層分布圖

| 斷層編號   | 斷層名稱         | 活動斷層分類 | 斷層性質             |
| ---------- | ---------------- | ------------ | -------------------- |
| 台灣北部   |                  |              |                      |
| 1          | 山腳斷層         | 二           | 正移斷層             |
| 2          | 湖口斷層         | 二           | 逆移斷層             |
| 3          | 新竹斷層         | 二           | 逆移斷層             |
| 4          | 新城斷層         | 一           | 逆移斷層             |
| 台灣中部   |                  |              |                      |
| 5          | 獅潭斷層         | 一           | 逆移斷層             |
| 6          | 三義斷層         | 一           | 逆移斷層             |
| 7          | 大甲斷層         | 一           | 逆移斷層（盲斷層）   |
| 8          | 鐵砧山斷層       | 一           | 逆移斷層             |
| 9          | 屯子腳斷層       | 一           | 逆移斷層             |
| 10         | 彰化斷層         | 一           | 逆移斷層             |
| 11         | 車籠埔斷層       | 一           | 逆移斷層             |
| 12         | 大茅埔－雙冬斷層 | 一           | 逆移斷層             |
| 台灣西南部 |                  |              |                      |
| 13         | 初鄉斷層         | 二           | 逆移斷層             |
| 14         | 九芎坑斷層       | 二           | 逆移斷層兼具右移性質 |
| 15         | 梅山斷層         | 一           | 右移斷層             |
| 16         | 大尖山斷層       | 一           | 逆移斷層             |
| 17         | 木屐寮斷層       | 二           | 逆移斷層             |
| 18         | 六甲斷層         | 一           | 逆移斷層             |
| 19         | 觸口斷層         | 一           | 逆移斷層             |
| 20         | 口宵里斷層       | 二           | 逆移斷層             |
| 21         | 新化斷層         | 一           | 右移斷層             |
| 22         | 後甲里斷層       | 二           | 逆移斷層             |
| 23         | 左鎮斷層         | 二           | 左移斷層             |
| 台灣南部   |                  |              |                      |
| 24         | 小岡山斷層       | 二           | 逆移斷層             |
| 25         | 車瓜林斷層       | 一           | 逆移斷層             |
| 26         | 旗山斷層         | 一           | 逆移斷層             |
| 27         | 潮州斷層         | 二           | 逆移斷層兼具左移性質 |
| 28         | 恆春斷層         | 二           | 逆移斷層             |
| 台灣東部   |                  |              |                      |
| 29         | 米崙斷層         | 一           | 逆移斷層兼具左移分量 |
| 30         | 嶺頂斷層         | 二           | 左移斷層兼具逆移分量 |
| 31         | 瑞穗斷層         | 一           | 逆移斷層兼具左移分量 |
| 32         | 奇美斷層         | 二           | 逆移斷層             |
| 33         | 玉里斷層         | 一           | 左移斷層兼具逆移分量 |
| 34         | 池上斷層         | 一           | 逆移斷層兼具左移性質 |
| 35         | 鹿野斷層         | 一           | 逆移斷層             |
| 36         | 利吉斷層         | 二           | 逆移斷層             |

### 2012年版
| 斷層編號   | 斷層名稱         | 活動斷層分類 | 斷層性質             |
| ---------- | ---------------- | ------------ | -------------------- |
| 台灣北部   |                  |              |                      |
| 1          | 山腳斷層         | 二           | 正移斷層             |
| 2          | 湖口斷層         | 二           | 逆移斷層             |
| 3          | 新竹斷層         | 二           | 逆移斷層             |
| 4          | 新城斷層         | 一           | 逆移斷層             |
| 台灣中部   |                  |              |                      |
| 5          | 獅潭斷層         | 一           | 逆移斷層             |
| 6          | 三義斷層         | 一           | 逆移斷層             |
| 7          | 大甲斷層         | 一           | 逆移斷層（盲斷層）   |
| 8          | 鐵砧山斷層       | 一           | 逆移斷層             |
| 9          | 屯子腳斷層       | 一           | 逆移斷層             |
| 10         | 彰化斷層         | 一           | 逆移斷層             |
| 11         | 車籠埔斷層       | 一           | 逆移斷層             |
| 12         | 大茅埔－雙冬斷層 | 一           | 逆移斷層             |
| 台灣西南部 |                  |              |                      |
| 13         | 九芎坑斷層       | 二           | 逆移斷層兼具右移性質 |
| 14         | 梅山斷層         | 一           | 右移斷層             |
| 15         | 大尖山斷層       | 一           | 逆移斷層             |
| 16         | 木屐寮斷層       | 二           | 逆移斷層             |
| 17         | 六甲斷層         | 一           | 逆移斷層             |
| 18         | 觸口斷層         | 一           | 逆移斷層             |
| 19         | 新化斷層         | 一           | 右移斷層             |
| 20         | 後甲里斷層       | 二           | 正移斷層             |
| 21         | 左鎮斷層         | 二           | 左移斷層             |
| 台灣南部   |                  |              |                      |
| 22         | 小岡山斷層       | 二           | 逆移斷層             |
| 23         | 旗山斷層         | 一           | 逆移斷層             |
| 24         | 潮州斷層         | 二           | 逆移斷層兼具左移性質 |
| 25         | 恆春斷層         | 二           | 逆移斷層             |
| 台灣東部   |                  |              |                      |
| 26         | 米崙斷層         | 一           | 逆移斷層兼具左移分量 |
| 27         | 嶺頂斷層         | 二           | 左移斷層兼具逆移分量 |
| 28         | 瑞穗斷層         | 一           | 逆移斷層兼具左移分量 |
| 29         | 奇美斷層         | 二           | 逆移斷層             |
| 30         | 玉里斷層         | 一           | 左移斷層兼具逆移分量 |
| 31         | 池上斷層         | 一           | 逆移斷層兼具左移性質 |
| 32         | 鹿野斷層         | 一           | 逆移斷層             |
| 33         | 利吉斷層         | 二           | 逆移斷層             |

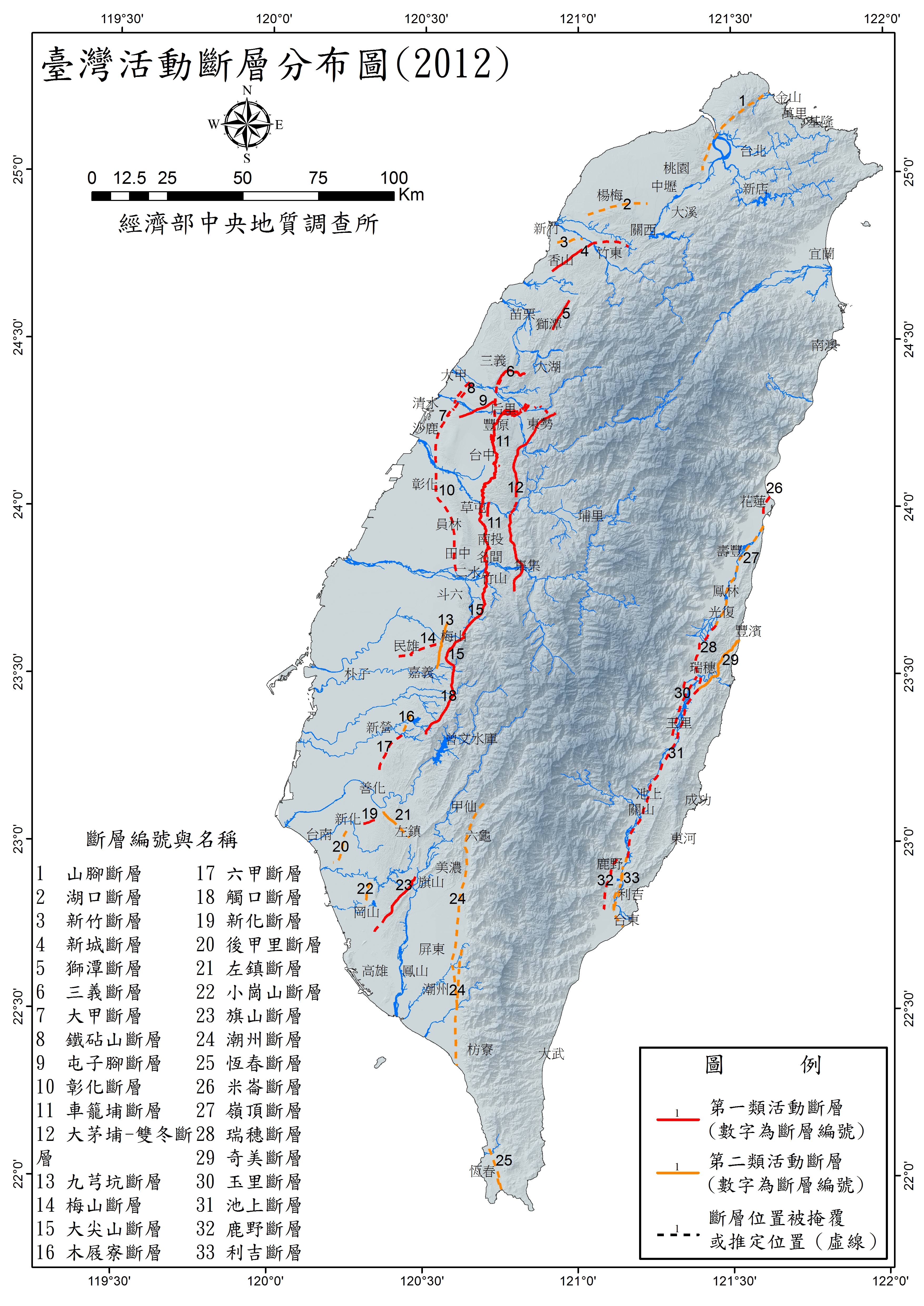
台灣斷層分布圖

另有南崁斷層、大平地斷層、竹東斷層、斗煥坪斷層暫列存疑性活動斷層，未列入上表。

### 2000年版
| 斷層編號   | 斷層名稱                  | 活動斷層分類 | 斷層性質             |
| ---------- | ------------------------- | ------------ | -------------------- |
| 台灣北部   |                           |              |                      |
| 1          | 金山斷層                  | 存疑性       | 逆移斷層             |
| 2          | 山腳斷層                  | 二           | 正移斷層             |
| 3          | 南崁斷層                  | 存疑性       | 正移斷層             |
| 4          | 雙連坡斷層                | 存疑性       | 逆移斷層             |
| 5          | 湖口斷層                  | 二           | 逆移斷層             |
| 6          | 大平地斷層                | 二           | 逆移斷層             |
| 7          | 新竹斷層                  | 存疑性       | 逆移斷層             |
| 8          | 新城斷層                  | 一           | 逆移斷層             |
| 9          | 竹東斷層                  | 存疑性       | 逆移斷層             |
| 10         | 斗煥坪斷層                | 存疑性       | 右移斷層兼具逆移性質 |
| 台灣中部   |                           |              |                      |
| 11         | 獅潭斷層                  | 一           | 逆移斷層             |
| 12         | 神卓山斷層 （2012版移除） | 一           | 逆移斷層             |
| 13         | 三義斷層                  | 二           | 逆移斷層             |
| 14         | 大甲斷層                  | 二           | 逆移斷層（盲斷層）   |
| 15         | 鐵砧山斷層                | 二           | 逆移斷層             |
| 16         | 屯子腳斷層                | 一           | 逆移斷層             |
| 17         | 清水斷層                  | 存疑性       | 逆移斷層（盲斷層）   |
| 18         | 彰化斷層                  | 存疑性       | 逆移斷層             |
| 19         | 車籠埔斷層                | 一           | 逆移斷層             |
| 20         | 大茅埔－雙冬斷層          | 存疑性       | 逆移斷層             |
| 台灣西南部 |                           |              |                      |
| 21         | 九芎坑斷層                | 存疑性       | 逆移斷層兼具右移性質 |
| 22         | 梅山斷層                  | 一           | 右移斷層             |
| 23         | 大尖山斷層                | 一           | 逆移斷層             |
| 24         | 木屐寮斷層                | 存疑性       | 逆移斷層             |
| 25         | 六甲斷層                  | 存疑性       | 逆移斷層             |
| 26         | 觸口斷層                  | 一           | 逆移斷層             |
| 27         | 新化斷層                  | 一           | 右移斷層             |
| 28         | 後甲里斷層                | 存疑性       | 正移斷層             |
| 29         | 左鎮斷層                  | 存疑性       | 左移斷層             |
| 台灣南部   |                           |              |                      |
| 30         | 小岡山斷層                | 存疑性       | 逆移斷層             |
| 31         | 旗山斷層                  | 存疑性       | 逆移斷層             |
| 32         | 六龜斷層 （2012版移除）   | 二           | 左移斷層             |
| 33         | 潮州斷層                  | 存疑性       | 逆移斷層兼具左移性質 |
| 34         | 鳳山斷層 （2012版移除）   | 存疑性       | 逆移斷層             |
| 35         | 恆春斷層                  | 存疑性       | 逆移斷層             |
| 台灣東部   |                           |              |                      |
| 36         | 米崙斷層                  | 一           | 逆移斷層兼具左移分量 |
| 37         | 月眉斷層                  | 二           | 逆移斷層兼具左移分量 |
| 38         | 玉里斷層                  | 一           | 逆移斷層             |
| 39         | 池上斷層                  | 一           | 逆移斷層兼具左移性質 |
| 40         | 奇美斷層                  | 一           | 逆移斷層兼具左移分量 |
| 41         | 鹿野斷層                  | 二           | 逆移斷層             |
| 42         | 利吉斷層                  | 二           | 逆移斷層             |

## 外部連結
1. ↑  經濟部. . 2016-02-08  [2016-02-10]. （原始内容存档于2017-06-25）.
2. ↑  經濟部. . 2022-01-04  [2022-01-05]. （原始内容存档于2022-01-05）.
3. ↑  經濟部. . 2016-02-08  [2019-05-16]. （原始内容存档于2019-05-16）.
4. ↑  經濟部. . 2016-02-08  [2016-02-06]. （原始内容存档于2021-02-02）.